# Нафтален
Нафталéн, також нафталíн — найпростіший представник вуглеводнів з конденсованими ароматичними кільцями.

## Історія
Був відкритий у кам'яновугільній смолі А. Гарденом в 1819 р. Елементний склад його встановив О. А. Воскресенський у 1838 році, структурну формулу запропонував Е. Ерленмейєр у 1866 році, а К. Гребе підтвердив її хімічним шляхом у 1868 році.

## Фізичні властивості

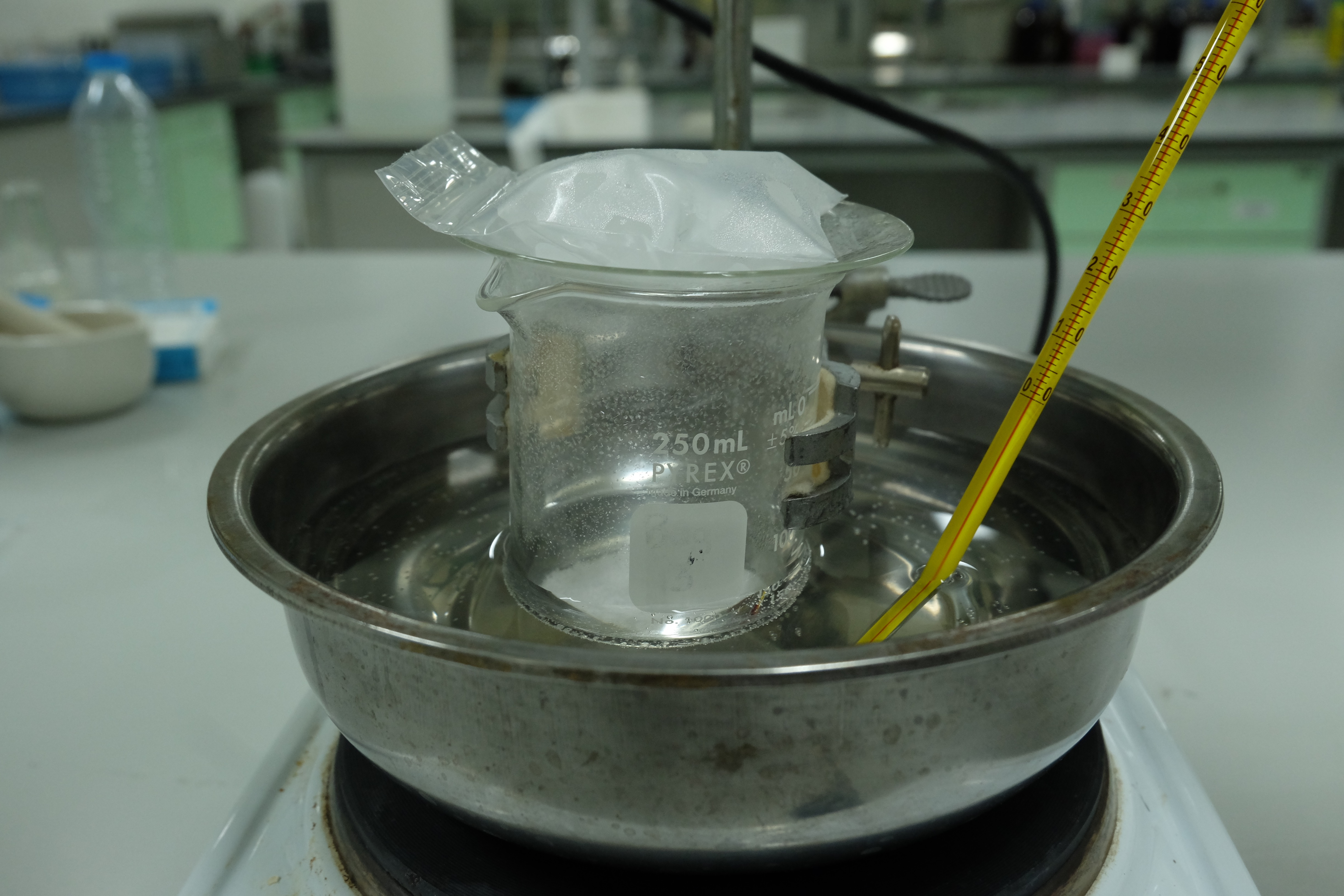
Сублімація нафталену

Біла кристалічна речовина, дуже летка та легко сублімується.

## Будова
Молекула нафталіну складається з двух конденсованих бензольних кілець. Атоми вуглецю у молекулі нафталену нумеруются наступним чином:
Атоми вуглецю, які не зв'язані з атомами водню, не нумеруються, тому що до них не може приєднатися замісник.
Будова нафталену виражається резонансними структурами:
З резонансних структур видно, що не всі зв'язки є рівними. Наприклад, у двох з трьох резонансних структур зв'язок С2-С3 є одинарним, а в одній — подвійним. А зв'язок С1-С2 у двох структурах подвійний, а в одній — одинарний, тому він є більш ненасиченим за С2-С3.
Це підтверджується довжинами зв'язків: відомо, що довжина зв'язку С1-С2 дорівнює 135,6 пм, а зв'язку C2-C3 — 142,5 пм, а чим коротший зв'язок, тим більша його ненасиченість.
Усе це свідчить про те, що нафтален є менш ароматичним, ніж бензен, деякі зв'язки є більш ненасиченими. Через це нафтален легше вступає у реакції приєднання.

## Отримання
Нафтален отримують з кам'яновугільної смоли, його вміст у фракції 210–230 °C досягає 40 %.
Продукти риформінгу нафти містять багато метилнафталену. З нього нафтален можна отримати при гідродеметилюванні: приєднанні водню, коли один атом приєднується до метильної групи, утворюючи метан, а інший — до нафталенового ядра з утворенням нафталену. Реакцію проводять при температурі 750 °C у присутності каталізаторів — кобальту або молібдену.
Нафтален також утворюється при конденсації бензену та ацетилену:
{\displaystyle {\ce {C6H6 + 2C2H2 -> C10H8 +H2}}}
Ще один спосіб отримання — дієновий синтез. При взаємодії 1,4-бензохінону з бутадієном утворюється тетрагідронафтохінон. Спочатку його дегідрують (утворюється 1,4-нафтохінон), а далі відновлюють воднем у присутності платини.

## Хімічні властивості
Нафталіну найбільш притаманні реакції електрофільного заміщення.

### Електрофільне заміщення
Переважно заміщується в α-положення (1,4,5,8 атоми вуглецю), оскільки так при делокалізації позитивного заряду, який утворюється при приєднанні електрофіла до ненасиченого зв'язку, ароматична структура іншого кільця не порушується. Також, у α-положеннях є надлишок електронної густини, тобто вони є нуклеофільними. При β-заміщенні позитивний заряд може переходити до іншого ядра, і його структура перетвориться на хіноїдну.

#### Галогенування
Галогенування проходить дуже легко. При бромуванні, наприклад, утворюється α-бромонафтален, а при надлишку брому утворюється суміш 1,4- та 1,5- дибромонафталенів. Реакція галогенування проходить при 50–70°С за механізмом приєднання-відщеплення: спочатку молекула галогену приєднується (у положення 1,4), а потім відбувається дегідрогалогенування.
При застосуванні таких каталізаторів, як FeCl3, галогенування проходить за механізмом електрофільного заміщення:
{\displaystyle {\ce {C10H7-H + Cl2 + FeCl3 -> [C10H7-HCl]+ + FeCl4-}}}
{\displaystyle {\ce {[C10H7-HCl]+ + FeCl4- -> C10H7-Cl + HCl + FeCl3}}}
При цьому у кінцевому продукті 90–95 % α-ізомеру.

#### Нітрування
Нітрування проводять 100 % нітратною кислотою у присутності сульфатної кислоти при 50–60 °C. Вміст β-нафталену не перевищує 5 %. Друга нітрогрупа заміщує атом водню у іншому кільці, у положеннях 5 (33 %) та 8 (67 %), оскільки нітрогрупа є електроноакцепторною і дезактивує перше кільце.

#### Сульфування
При сульфуванні за температури 80 °C утворюється α-нафталенсульфонова кислота, яка при нагріванні до 160 °C переходить у β-ізомер.
Це пов'язано з тим, що α-ізомер утворюється з більшою швидкістю, проте β-ізомер є більш стабільним. При 80 °C напрямок реакції залежить від швидкості, тобто це умови кінетичного контролю. За умов термодинамічного контролю утворюється біль стійка β-нафталенсульфонова кислота.

#### Ацилювання
Ацилюється нафтален легше за бензен та толуен. Каталізатором може бути хлорид алюмінію. Який утворюється ізомер — залежить від розчинника: при застосуванні сірковуглецю утворюється α-ізомер, а при застосуванні нітробензену — β-ізомер.

### Нуклеофільне заміщення
Для реакцій нуклеофільного заміщення також характерне утворення переважно α-похідних. Похідні нафталену вступають у ці реакції краще, ніж сам нафтален. Може взаємодіяти з амідом натрію (NaNH2), що не властиво незаміщеному бензену.

### Приєднання
Внаслідок меншої ароматичності та більшої ненасиченості порівняно з бензеном, нафтален легше, ніж бензен, входить до реакцій приєднання. Водень приєднує у присутності нікелю. При 200 °C утворюється 1,2,3,4-тетрагідронафталін (тетралін), а при 300 °C всі зв'язки насичуються.
Може також приєднувати дієнофіли.

### Окиснення
Окиснюється нафтален легше, ніж бензен. Під дією хромової суміші при 25 °C утворюється 1,4-нафтохінон. При окисненні 2-метилнафталену окиснюється лише ядро, а CH3-група залишається, на відміну від толуену.
У присутності оксиду ванадію(V) утворюється фталевий ангідрид:

## Застосування
Свого часу нафтален застосовували як інсектицид, зокрема, для боротьби з міллю: одяг для тривалого зберігання пересипали нафталеном. Звідси походить фразеологізм «витягти з нафталіну».
У XXI сторіччі нафтален знаходить основне застосування в хімічному синтезі як сировина для отримання фталевого ангідриду, декаліну, тетраліну, нафтолів, нафтиламінів тощо, в синтезі азобарвників, поверхнево-активних речовин, репелентів, пластифікаторів.

## Токсичність
Нафтален подразнює очі, вдихання нафталену призводить до гемолізу. У важких випадках зв'являється гемоглобінурія (поява гемоглобіну у сечі) та метгемоглобінемія (поява великої кількості метгемоглобіну у крові).
За класифікацією IARC, належить до канцерогенів групи 2B.